# La Nopalera, Hidalgo
La Nopalera är en ort i Mexiko.   Den ligger i kommunen San Agustín Tlaxiaca och delstaten Hidalgo, i den sydöstra delen av landet, 80 km norr om huvudstaden Mexico City. La Nopalera ligger 2 356 meter över havet och antalet invånare är 239.
Terrängen runt La Nopalera är huvudsakligen kuperad, men den allra närmaste omgivningen är platt. Runt La Nopalera är det ganska tätbefolkat, med 60 invånare per kvadratkilometer. Närmaste större samhälle är Pachuca de Soto, 14,9 km öster om La Nopalera. Trakten runt La Nopalera består till största delen av jordbruksmark.